# Piero Scaruffi
Piero Scaruffi (Trivero, Italia en 1955) es un historiador musical, conferencista y escritor multidisciplinario italoestadounidense.
Además ha publicado varios libros de poesía, tanto en italiano como en inglés.

## Carrera
Ha publicado libros sobre la historia de la música rock, avantgarde, jazz y música popular moderna en general. Su libro A History of Rock Music (2003) abarca cincuenta años de la historia de dicho género musical. Desde 2003 publica todos sus libros de forma independiente. 
Del mismo modo, en su sitio web, se incluyen textos sobre música clásica, y diversos apartados como cine, historia, ciencia, literatura y política.
Scaruffi ha recibido un grado en matemáticas de la Universidad de Turín, y ha sido director del Artificial Intelligence Center, de la firma Olivetti, con base en California.